# 托莫特
托莫特（俄语：Томмот）是俄罗斯萨哈共和国的一个城市。位于雅库茨克以南450公里处。人口8057人（2010年人口普查）。

托莫特的位置

## 詞源
這個城鎮的名字來自雅庫特語，意思是非凍結的。

## 地理
該鎮是阿穆爾雅庫茨克乾線的客運列車的終點站。2011年11月，鐵路延伸至Nizhny Bestyakh；它最終將達到雅库茨克。鐵路和勒拿公路交會在阿爾丹河在這一點上。

## 經濟
城鎮附近的流被發現雲母之後。雲母礦產於1942年開發。